# Unión Aragonesista
La Unión Aragonesista (UA) fue una organización aragonesista con sede en Barcelona. Fue fundada el 1 de diciembre de 1917 como Unión Regionalista de Barcelona por un grupo de diez personas que querían organizar un grupo que promoviese la autonomía para Aragón. En un primer momento estaba ligada a la Unión Regionalista Aragonesa de Zaragoza, pero al poco tiempo se transformó en la principal organización aragonesista.
Los primeros dirigentes fueron Teodoro Barasona y José María Mur. En noviembre de 1918 se eligió una Junta dirigida por Julio Calvo Alfaro y Gaspar Torrente y convocaron una Asamblea Regionalista Aragonesa en Barcelona en la que participa la URA de Zaragoza. A finales de 1919, ya de nuevo dirigida por José María Mur, la organización cambió su nombre a Unión Aragonesista. En abril de 1922 la UA lanzó una campaña para conseguir el establecimiento de una Mancomunidad para Aragón y elaborar un proyecto de Estatuto.
Aunque mostró sus esperanzas de que el Directorio Militar de Primo de Rivera eliminaría el régimen clientelista y caciquil, pronto se desengañó y pasó a criticarlo. Durante la Dictadura de Primo de Rivera apenas mantuvo actividad, hasta que en 1929 publicó un manifiesto y reactivó la militancia, aproximadamente 125 socios, que ese mismo año eligieron como presidente a Calvo Alfaro. Las cifra máxima de afiliación estuvo en torno a los 250 miembros.
Durante los primeros años de la Segunda República la UA se dedicó preferentemente las actividades culturales hasta que en julio de 1933 realizó un llamamiento para la creación de un partido aragonesista y promovió la creación de un Comité-pro Estatuto aragonés, enviando en mayo de 1936 dos representantes al Congreso Autonomista de Caspe. En 1936 tenía alrededor de 250 afiliados.

## Juventudes
En 1918 se creó la Juventud Regionalista Aragonesa, que en 1919 cambió su nombre por el de Juventud Aragonesista de Barcelona. En 1929 se estableció una sección femenina. En abril de 1936 cambió nuevamente su nombre, que pasó a ser Juventud Aragonesista de Izquierdas.

## Órgano de expresión
El 15 de diciembre de 1917 se publicó el primer número de El Ebro, el portavoz de la organización, con periodicidad mensual. En una primera etapa sólo se publicaron tres números. Reapareció en enero de 1919 como quincenal y siguió saliendo hasta marzo de 1932, aunque durante la Dictadura de Primo de Rivera cambió su periodicidad a mensual y se centró en contenidos culturales. El periódico desapareció en marzo de 1933, aunque en 1936 aparecieron dos números sueltos, relacionados con la celebración del Congreso Autonomista de Caspe.